# 巴恩斯铁路桥
巴恩斯铁路桥（英語：Barnes Railway Bridge）是一座位于英國大倫敦豪恩斯洛区和泰晤士河畔里士满区之间的登录建筑，是伦敦唯一三个公铁两用桥之一。

## 历史
1849年，第一座坐落在这里的桥完工，由Joseph Locke设计，桥梁的样子极像他的另一座桥梁——里士满铁路桥。
后来原桥梁被拆除，并于1895年完成重建，新桥由爱德华·安德鲁斯设计。
1983年，巴恩斯铁路桥被列入登录建筑。

## 相关图片

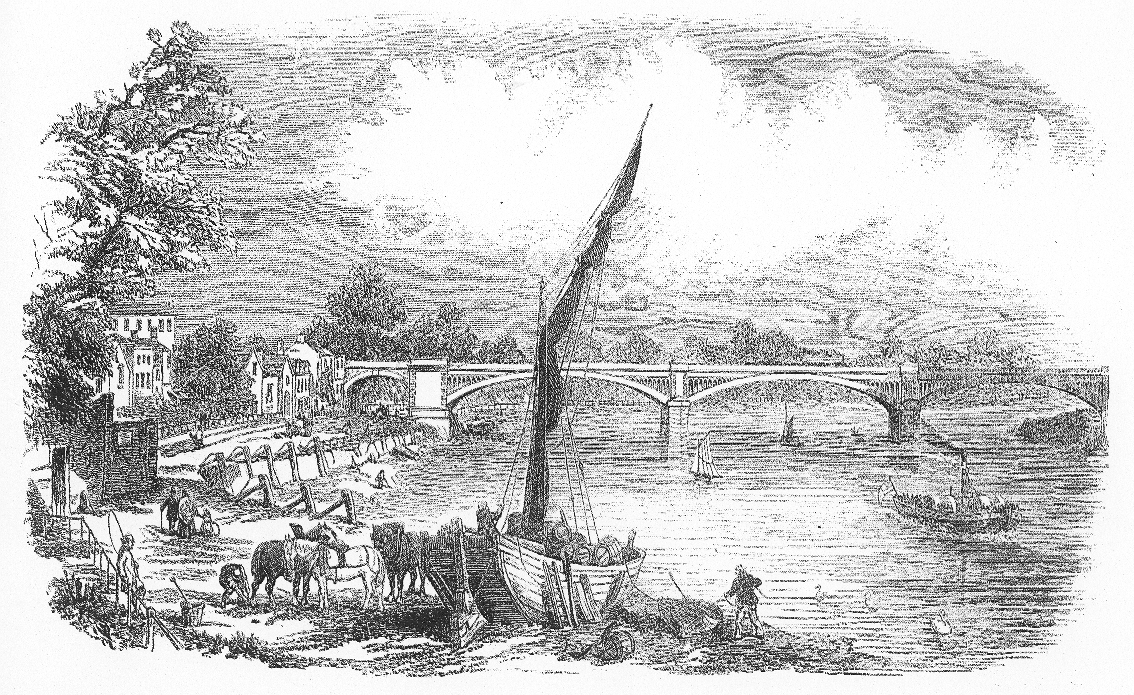
1849年时桥梁的景观
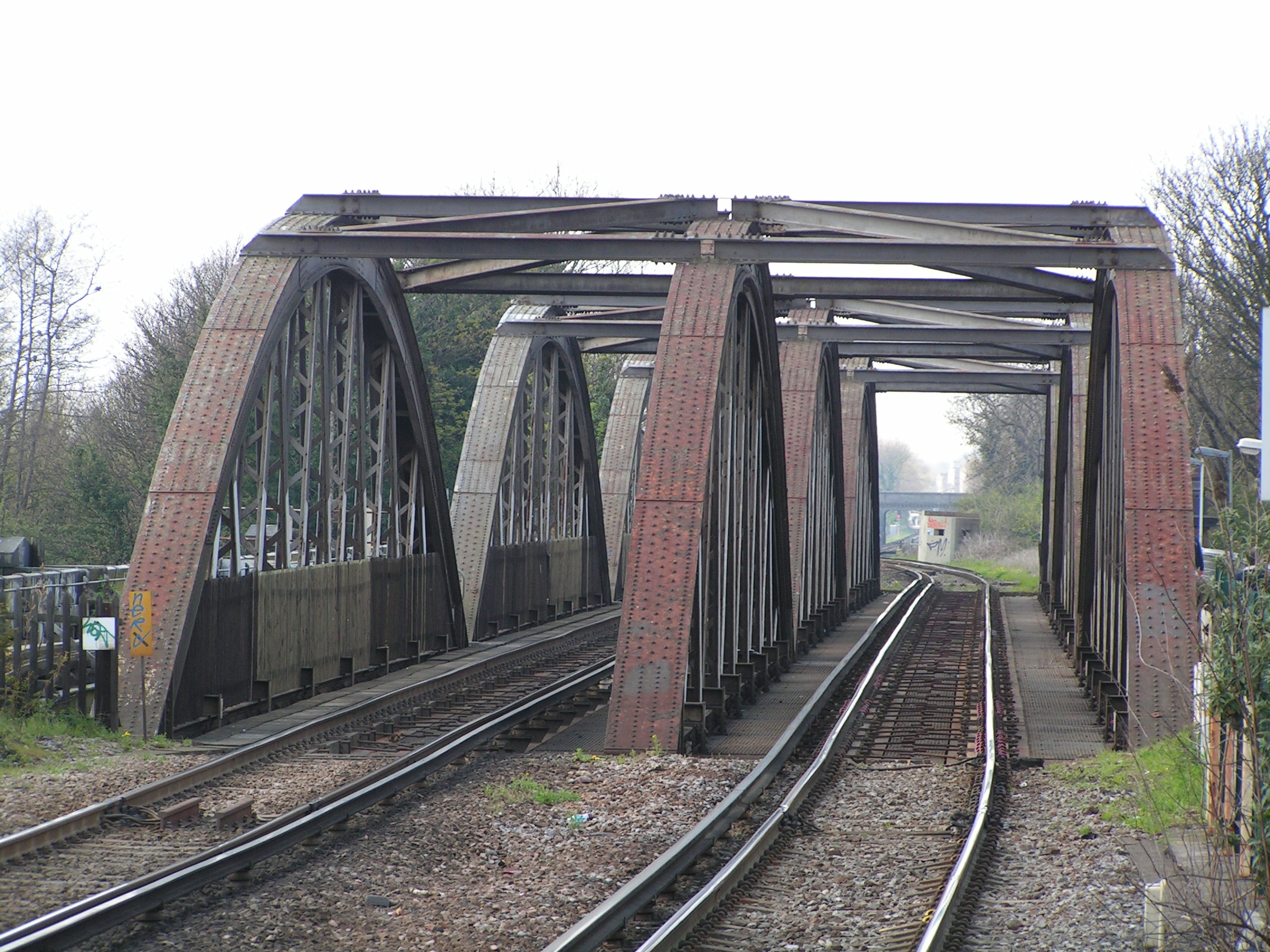
桥梁上的铁轨
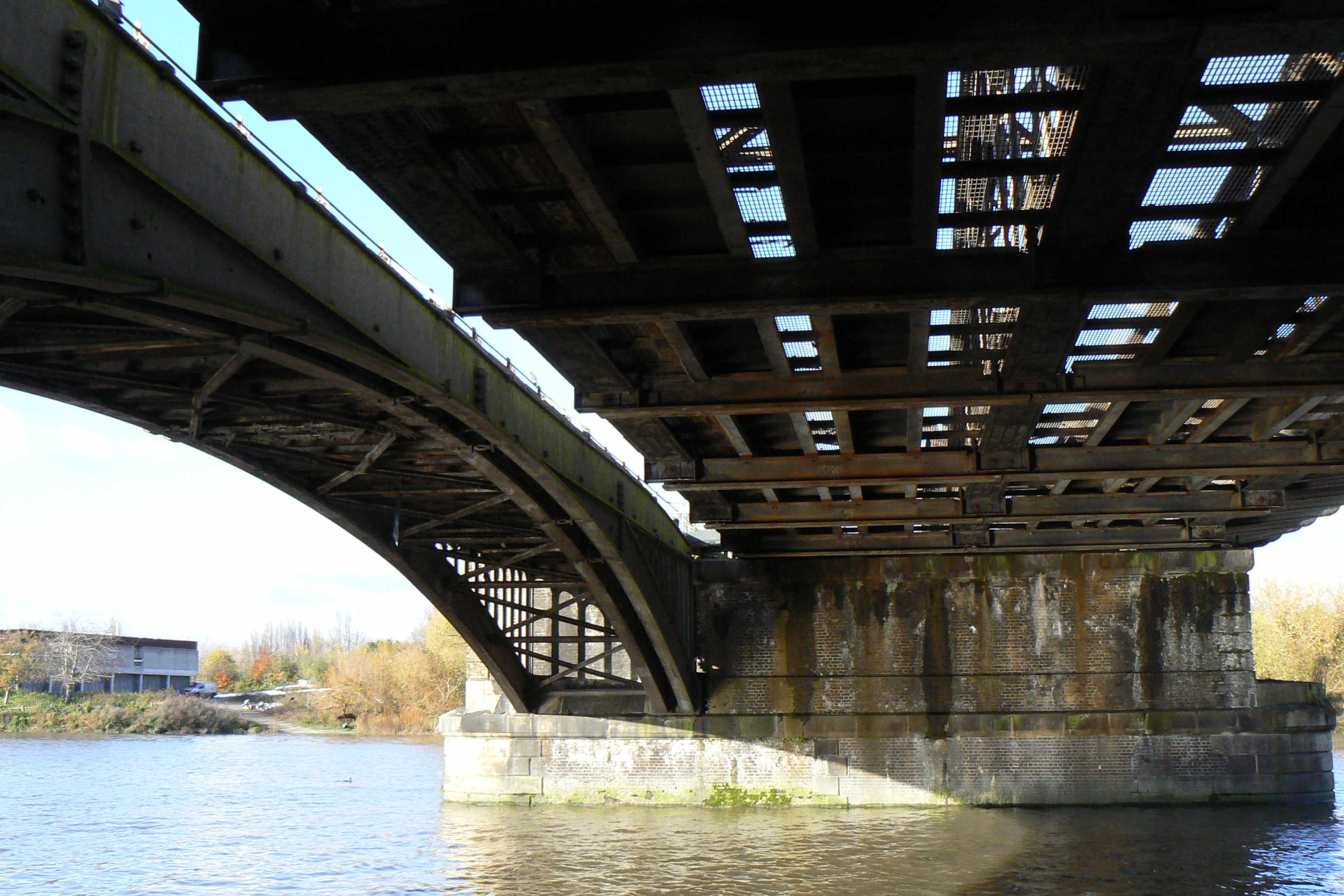
巴恩斯铁路桥 – 桥梁底部

## 大学竞渡
巴恩斯铁路桥也经常被当作牛津剑桥赛艇对抗赛的界标使用。